# Рюккерот
Рюккерот (нім. Rückeroth) — громада в Німеччині, розташована в землі Рейнланд-Пфальц. Входить до складу району Вестервальд. Складова частина об'єднання громад Зельтерс (Вестервальд).
Площа — 3,47 км2. Населення становить 492 ос. (станом на 31 грудня 2020).

## Галерея

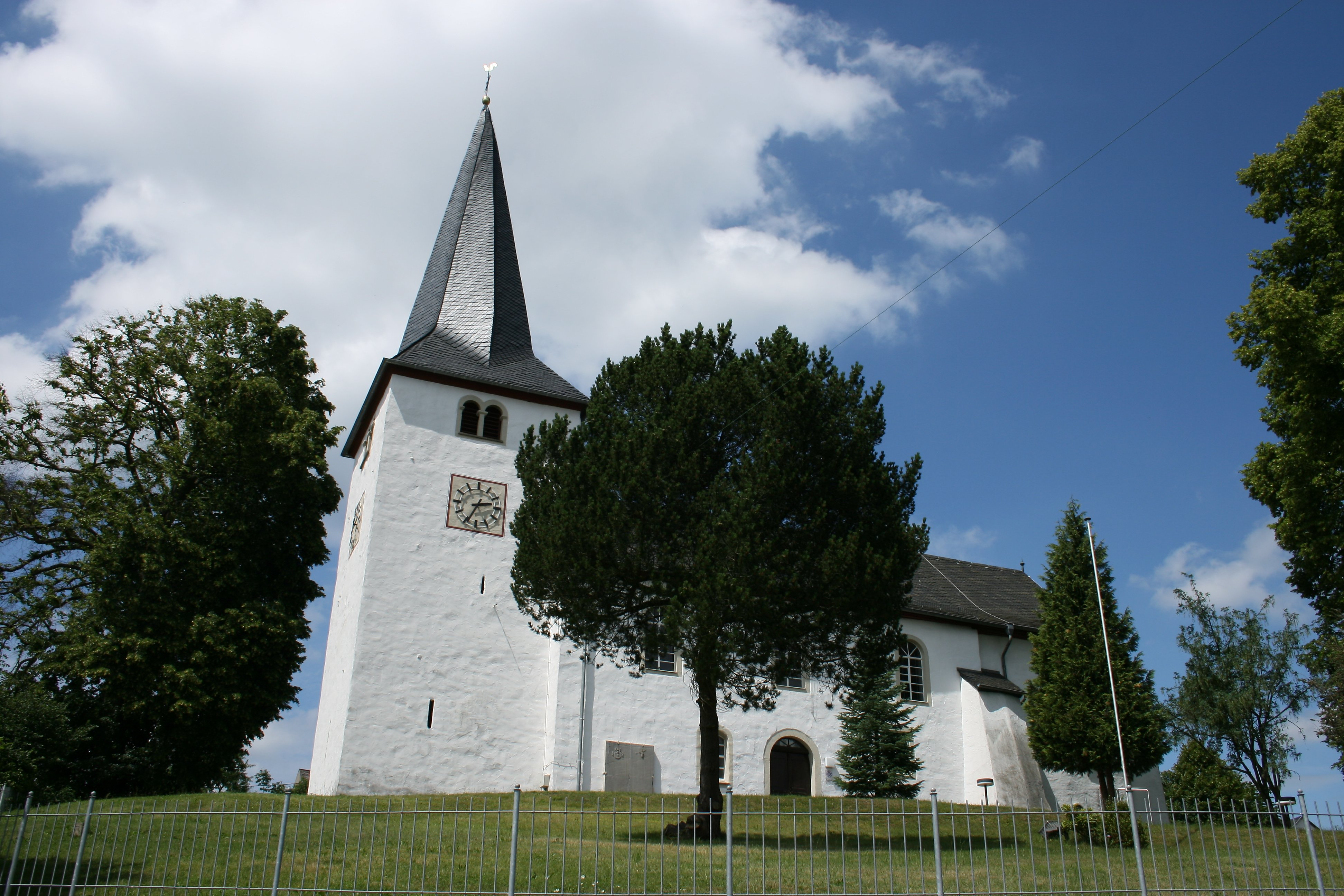